# Arthur Johansen
Arthur Johansen (13 agosto 1904 – 11 gennaio 1984) è stato un calciatore norvegese, di ruolo difensore.

## Carriera

### Club
Johansen giocò con la maglia del Gjøa.

### Nazionale
Conta 3 presenze per la Norvegia. Esordì il 21 settembre 1930, schierato in campo nella sfida vinta per 1-0 contro la Danimarca.